# 380
Évszázadok: 3. század – 4. század – 5. század
Évtizedek: 330-as évek – 340-es évek – 350-es évek – 360-as évek – 370-es évek – 380-as évek – 390-es évek – 400-as évek – 410-es évek – 420-as évek – 430-as évek
Évek: 375 – 376 – 377 – 378 –  379 – 380 – 381 – 382 – 383 – 384 – 385

## Események

### Római Birodalom
- Gratianus és Theodosius császárokat választják consulnak.
- Gratianus, Theodosius és II. Valentinianus császárok február 27-én kiadják a thesszaloniki ediktumot, amely a nikaiai hitvalláson alapuló kereszténységet teszi hivatalossá (államvallássá) az egész birodalomban, minden más értelmezést (különösen az arianizmust) üldözendő eretnekségnek nyilvánít.
- A Balkánt dúló gótok szétválnak. A greutungok nyugatnak indulnak Illyricumba és Pannoniába, ahol Gratianus vagy legyőzi őket vagy kiegyezik velük és engedélyezi letelepedésüket.
- A tervingek Trákiát és Macedoniát fosztogatják. Theodosius megtámadja őket, de néhány kisebb siker után a thessalonicai csatában tapasztalatlan újoncai és az ellenséghez átálló barbár zsoldosai miatt súlyos vereséget szenved. Gratianus segítséget küld, így a katonai helyzetet sikerül stabilizálni és az év végén Theodosius - aki ősz elején olyan súlyosan megbetegszik, hogy halálára számítva megkeresztelkedik - visszavonulhat Konstantinápolyba.
- A saragossai zsinaton elítélik a priszcilliánus eretnekséget.[1]

## Születések
- Aelia Eudoxia, Arcadius császár felesége
- Lyoni Szent Eucherius, püspök
- Eutükhész, bizánci teológus
- Thébai Héphaisztión, bizánci asztrológus
- Thébai Olümpiodórosz, bizánci történetíró
- Aranyszavú Szent Péter, Ravenna püspöke
- Szókratész Szkholasztikosz, bizánci egyháztörténész

## Fordítás
- Ez a szócikk részben vagy egészben  a(z)   380 című francia Wikipédia-szócikk ezen változatának fordításán alapul.  Az eredeti cikk szerkesztőit annak laptörténete sorolja fel. Ez a jelzés csupán a megfogalmazás eredetét és a szerzői jogokat jelzi, nem szolgál a cikkben szereplő információk forrásmegjelöléseként.